# تصويب (مصارعة حرة)

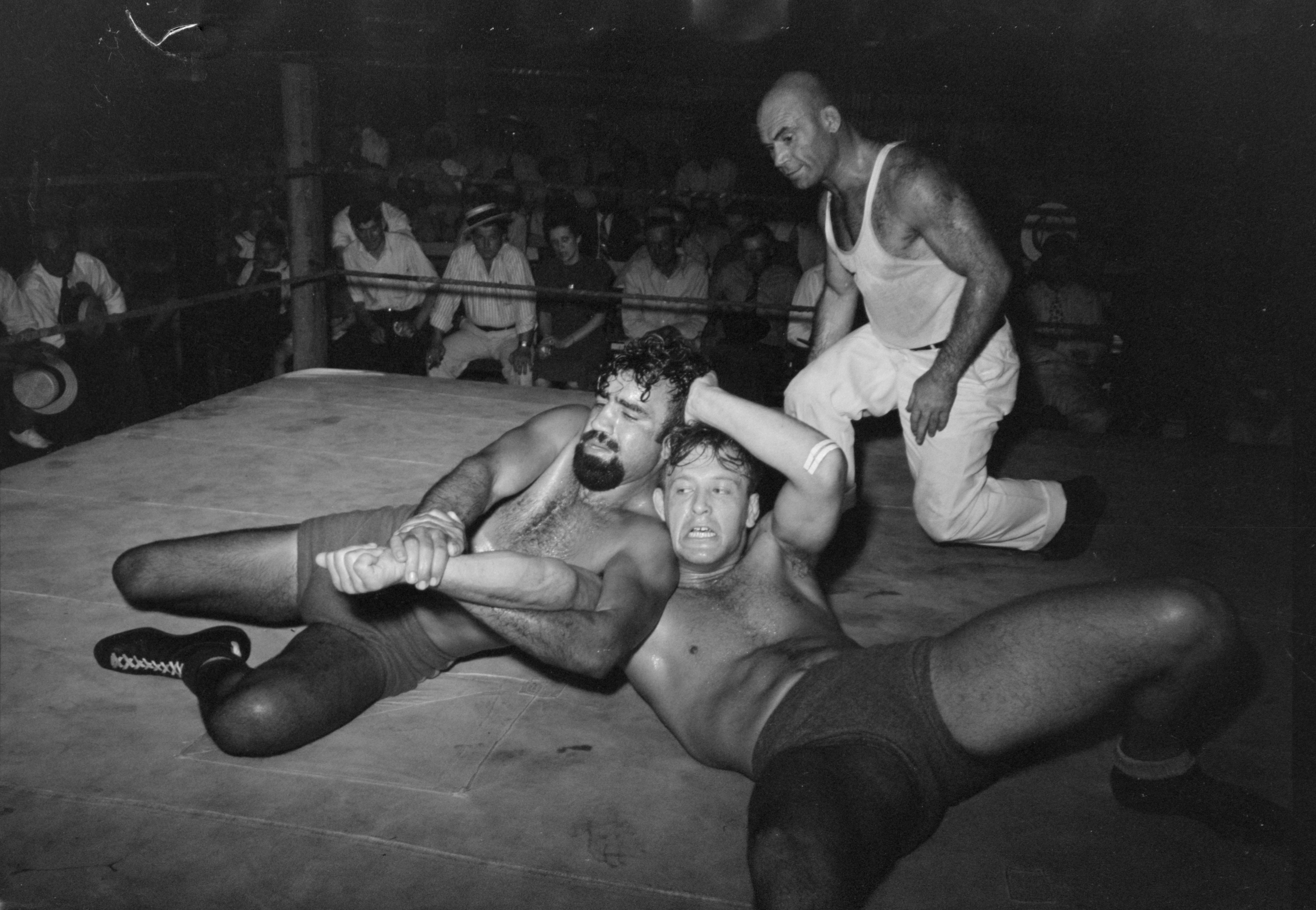
أداء مباراة مصارعة في سيكيستون ، ميسوري ، مايو 1938

التصويب (بالإنجليزية: ٍShoot)‏ مصطلح يستخدم في المصارعة الحرة لأي حدث حقيقي لم يكن جزء من السيناريو أو مخطط له. وهو اختصار لـ (بالإنجليزية: straight shooting)‏. أحيانًا أصبح يستخدم التصويب كجزء من السيناريو نفسه كما حدث يوم 27 يونيو 2011 في حلقة لعرض راو عندما تحدث سي إم بانك للكاميرا بشكل مباشر وتم فصله عن العمل كجزء من السيناريو.